# Filago lojaconoi
Filago lojaconoi là một loài thực vật có hoa trong họ Cúc. Loài này được (Brullo) Greuter mô tả khoa học đầu tiên năm 2003.